# Robert Mitchum

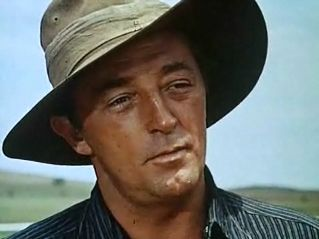
Robert Mitchum în filmul „The Sundowners” (1960)

Robert Charles Durman Mitchum, cunoscut ca Robert Mitchum, (n. 6 august 1917, Bridgeport, Connecticut, SUA – d. 1 iulie 1997, Santa Barbara, California, SUA) a fost un actor american de film și cântăreț. Mitchum este cunoscut mai ales datorită rolurilor sale anticonvenționale de eroi, așa-numiți anti-eroi din filmele realizate în stil film noir din 1950 și 1960. 

## Filmografie
- 1947 Out of the Past (Out of the Past), regia Jacques Tourneur - ca Jeff Bailey
- 1949 Afacere romantică de Crăciun (Holiday Affair), regia Don Hartman - ca Steve Mason
- 1952 Chip de înger (Angel Face), regia Otto Preminger - ca Frank Jessup
- 1954 Fluviul fără întoarcere (River of No Return), regia Otto Preminger și Jean Negulesco
- 1955 Noaptea vânătorului (The Night of the Hunter), regia Charles Laughton - ca Părintele Harry Powell
- 1962 Doi pe un balansoar (Two for the Seesaw), regia Robert Wise
- 1962 Ziua cea mai lungă (The Longest Day)
- 1962 Promontoriul groazei (Cape Fear) - ca Max Cady, regia J. Lee Thompson
- 1966 El Dorado, regia Howard Hawks
- 1967 Drumul spre vest (The Way West), regia Andrew V. McLaglen
- 1969 Băieți buni, băieți răi (The Good Guys and the Bad Guys), regia Burt Kennedy
- 1970 Fiica lui Ryan (Ryan's Daughter), regia David Lean
- 1976 Bătălia de la Midway (Midway), regia Jack Smight
- 1978 Somnul de veci (The Big Sleep), regia Michael Winner
- 1979 Sergent Steiner - Crucea de Fier, partea a 2a
- 1979 Vestul sălbatic (The Wild West), regia Laurence Joachim